# Chaînon Kananaskis

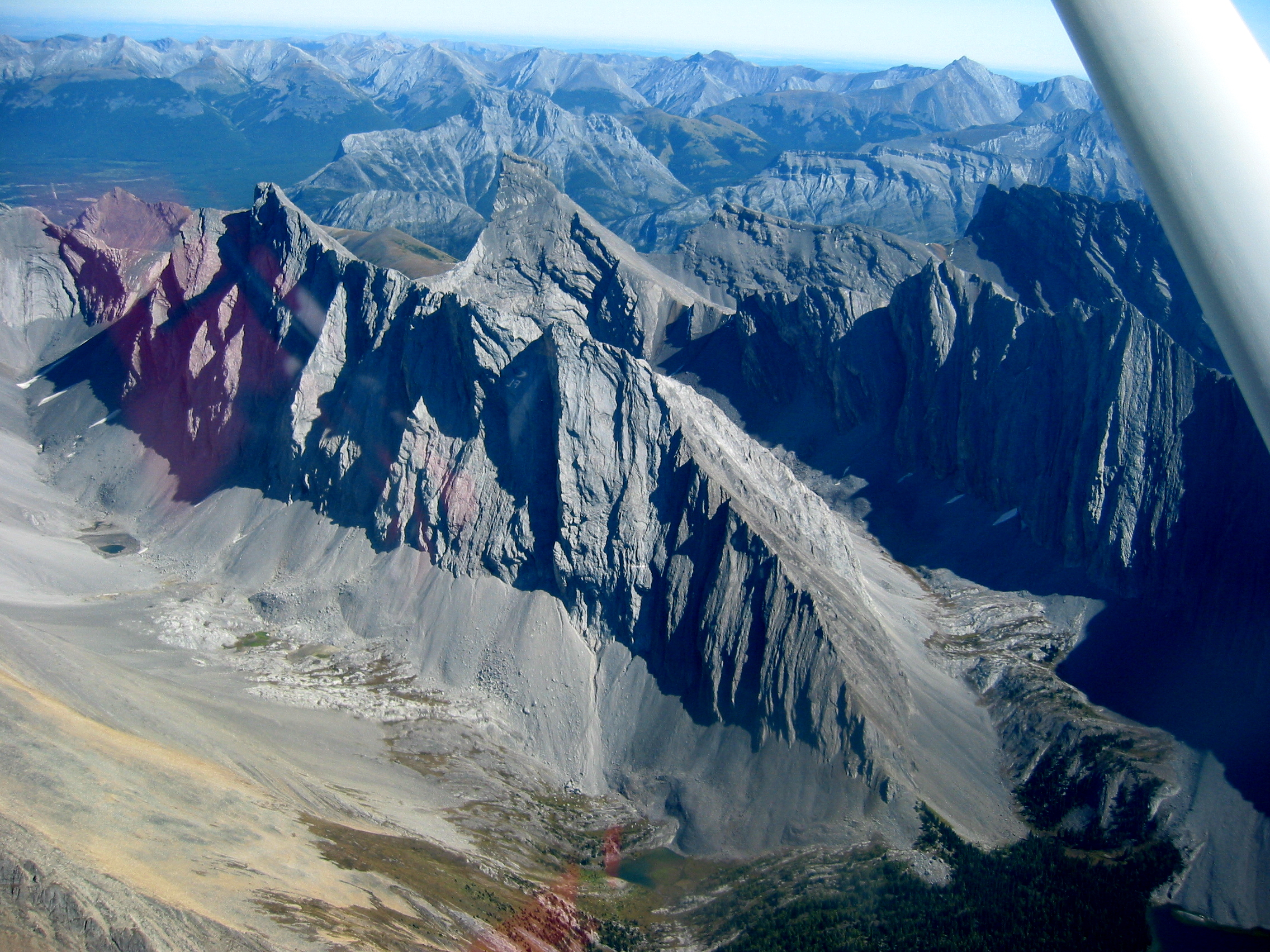
Vue aérienne de The Fortress (au centre), du mont Chester (à droite) et de Gusty Peak (à gauche et arête au premier plan).

Le chaînon Kananaskis, Kananaskis Range en anglais, est une chaîne de montagnes située dans les Rocheuses canadiennes. De nombreux pics situés dans cette chaîne montagneuses ont été nommés d'après les navires engagés dans la bataille du Jutland.
Les sommets de cette chaîne sont :
| Sommet            | Altitude (m) |
| ----------------- | ------------ |
| Mont Galatea      | 3 185        |
| Mont Bogart       | 3 144        |
| The Tower         | 3 124        |
| Mont Chester      | 3 054        |
| Mont James Walker | 3 035        |
| The Fortress      | 3 000        |
| Gusty Peak        | 3 000        |
| Mont Inflexible   | 3 000        |
| Mont Cornwell     | 2 972        |
| Mont Engadine     | 2 970        |
| Buller Mountain   | 2 805        |
| Mont Lawson       | 2 795        |
| Mont Kent         | 2 635        |